# Хельвингия
Хельвингия (лат. Helwingia) — род двудольных растений, единственный в семействе Хельвингиевые (лат. Helwingiaceae). Представлен несколькими видами кустарников, распространенных в Азии. Назван в честь немецкого ботаника Георга Андреаса Хельвинга (1666—1748).
Растения имеют очередные листья и небольшие эпифилличные соцветия (то есть развивающиеся прямо на листьях). Представители семейства распространены в умеренных регионах Восточной Азии: к примеру, Китай, Непал и Япония.

## Таксономия
Система классификации цветковых растений APG II (2003) помещает хельвингиевых в порядок падубоцветные вместе с падубовыми, филлономовыми, кардиоптерисовыми и стемонуровыми.
Хельвингиевые не признаются системой классификации Кронквиста (1981) и помещаются там в семейство кизиловых.
Обычно в роде хельвингия выделяют следующие виды:
- Helwingia chinensis Batalin — Хельвингия китайская
- Helwingia himalaica Hook.f. & Thomson ex C.B.Clarke — Хельвингия гималайская
- Helwingia japonica (Thunb.) F.Dietr. — Хельвингия японская
- Helwingia omeiensis (W.P.Fang) H.Hara & S.Kuros.